# الجبوب (عمد)

تعديل مصدري - تعديل

الجبوب هي إحدى قرى  بمديرية عمد التابعة لمحافظة حضرموت، بلغ تعداد سكانها 117 نسمة حسب تعداد اليمن لعام 2004.